# The Old Man (serie de televisión)
The Old Man es una serie de televisión estadounidense de acción y suspenso basada en la novela del mismo nombre del 2017 de Thomas Perry. La serie fue desarrollada por Jonathan E. Steinberg y Robert Levine y se estrenó en FX el 16 de junio de 2022. La primera temporada constó de siete episodios. Tras su estreno, la serie fue renovada por una segunda temporada, que se estrenó el 12 de septiembre de 2024. En diciembre de 2024, la serie fue cancelada tras dos temporadas.

## Sinopsis
Dan Chase es un antiguo agente de la CIA que lleva treinta años viviendo fuera de la red. Tras matar a un asesino, Chase se ve obligado a esconderse. Mientras se esconde, Chase alquila una habitación a Zoe McDonald, con quien se ve obligado a asociarse mientras huye.
El Subdirector de Contrainteligencia del FBI, Harold Harper, es llamado para traer a Chase, debido a su complicado pasado. Junto a Harper trabajan su protegida, la agente Angela Adams, y el agente Raymond Waters, así como Julian Carson, un contratista de operaciones especiales altamente entrenado y enviado a perseguir a Chase.

## Elenco y personajes

### Principales
- Jeff Bridges como Dan Chase / Henry Dixon / Johnny Kohler / Peter Caldwell / Lou Barlow
- John Lithgow como Harold Harper
- E.J. Bonilla como Raymond Waters (Temporada 1)
- Bill Heck como el joven Johnny Kohler / Dan Chase (Temporada 1; invitado temporada 2)
- Leem Lubany como la joven Belour Hamzad (de soltera Daadfar) (Temporada 1; invitada temporada 2)
- Alia Shawkat como Angela Adams / Emily Chase / Parwana Hamzad
- Gbenga Akinnagbe como Julian Carson
- Amy Brenneman como Zoe McDonald
- Navid Negahban como Faraz Hamzad (Temporada 2; invitado temporada 1)
- Jacqueline Antaramian como Khadija (Temporada 2; invitado temporada 1)

### Recurrente
- Hiam Abbass como Belour Hamzad (de soltera Daadfar) / Abbey Chase (Temporada 1)
- Jessica Harper como Cheryl Harper (Temporada 1; invitada temporada 2)
- Joel Grey como Morgan Bote (Temporada 1; invitado temporada 2)
- Kenneth Mitchell como Joe (Temporada 1)
- Pej Vahdat como el joven Faraz Hamzad (Temporada 1; invitado temporada 2)
- Noor Razooky como la joven Khadija (Temporada 1)
- Echo Kellum como Mike (Temporada 1)
- Rade Serbedzija como Suleyman Pavlovic (Temporada 2; invitado temporada 1)
- Janet McTeer como Marion (Temporada 2)
- Artur Zai Barrera como Omar (Temporada 2)
- Sara Seyed como Faruza (Temporada 2)
- Amir Malaklou como Tarik (Temporada 2)

### Invitados
Temporada 1
- Nelson Franklin como el Dr. Howard
- Christopher Redman como el joven Harold Harper
- Jessica Parker Kennedy como la mujer en parada de autobús
- Rowena King como Nina Kruger
- Jordan Bridges como Zachary
- Faran Tahir como Abdellaatif Rahmani

 Temporada 2
- Brad Beyer como Chip Harper
- Ana Mulvoy-Ten como Anna Rollins
- Nikolai Nikolaeff como Fedotov
- John Ales como Ben
- Nick Boraine como Pete
- Daniyar como Pavel

## Episodios
| Temporada | Temporada | Episodios | Episodios | Emisión original         | Emisión original      |
| Temporada | Temporada | Episodios | Episodios | Primera emisión          | Última emisión        |
| --------- | --------- | --------- | --------- | ------------------------ | --------------------- |
|           | 1         | 7         | 7         | 16 de junio de 2022      | 21 de julio de 2022   |
|           | 2         | 8         | 8         | 12 de septiembre de 2024 | 24 de octubre de 2024 |

### Temporada 1 (2022)
| N.º en serie | N.º en temp. | Título | Dirigido por  | Escrito por                                     | Fecha de emisión original | Código de prod. | Audiencia (millones) |
| ------------ | ------------ | ------ | ------------- | ----------------------------------------------- | ------------------------- | --------------- | -------------------- |
| 1            | 1            | «I»    | Jon Watts     | Guion de: Jonathan E. Steinberg & Robert Levine | 16 de junio de 2022       | 1CLE01          | 0.975                |
| 2            | 2            | «II»   | Jon Watts     | Jonathan E. Steinberg & Robert Levine           | 16 de junio de 2022       | 1CLE02          | 0.643                |
| 3            | 3            | «III»  | Greg Yaitanes | Jonathan E. Steinberg & Robert Levine           | 23 de junio de 2022       | 1CLE03          | 0.821                |
| 4            | 4            | «IV»   | Greg Yaitanes | Jonathan E. Steinberg & Robert Levine           | 30 de junio de 2022       | 1CLE04          | 0.904                |
| 5            | 5            | «V»    | Zetna Fuentes | Jonathan E. Steinberg & Robert Levine           | 7 de julio de 2022        | 1CLE05          | 1.076                |
| 6            | 6            | «VI»   | Jet Wilkinson | Jonathan E. Steinberg & Robert Levine           | 14 de julio de 2022       | 1CLE06          | 0.769                |
| 7            | 7            | «VII»  | Jet Wilkinson | Jonathan E. Steinberg & Robert Levine           | 21 de julio de 2022       | 1CLE07          | 0.773                |

### Temporada 2 (2024)
| N.º en serie | N.º en temp. | Título | Dirigido por   | Escrito por                                                                            | Fecha de emisión original | Código de prod. | Audiencia (millones) |
| ------------ | ------------ | ------ | -------------- | -------------------------------------------------------------------------------------- | ------------------------- | --------------- | -------------------- |
| 8            | 1            | «VIII» | Steve Boyum    | Jonathan E. Steinberg                                                                  | 12 de septiembre de 2024  | 2CLE01          | 0.503                |
| 9            | 2            | «IX»   | Jet Wilkinson  | Jonathan E. Steinberg                                                                  | 12 de septiembre de 2024  | 2CLE02          | 0.503                |
| 10           | 3            | «X»    | Steve Boyum    | Historia de: Jonathan E. Steinberg & Hennah Sekander Guion de: Jonathan E. Steinberg   | 19 de septiembre de 2024  | 2CLE03          | 0.483                |
| 11           | 4            | «XI»   | Uta Briesewitz | Historia de: Jonathan E. Steinberg & Craig Silverstein Guion de: Jonathan E. Steinberg | 26 de septiembre de 2024  | 2CLE04          | —                    |
| 12           | 5            | «XII»  | Ben Semanoff   | Historia de: Jonathan E. Steinberg & Elwood Reid Guion de: Jonathan E. Steinberg       | 3 de octubre de 2024      | 2CLE05          | 0.351                |
| 13           | 6            | «XIII» | Uta Briesewitz | Historia de: Jonathan E. Steinberg & Elwood Reid Guion de: Jonathan E. Steinberg       | 10 de octubre de 2024     | 2CLE06          | —                    |
| 14           | 7            | «XIV»  | Jason Ensler   | Historia de: Jonathan E. Steinberg & Daphne Olive Guion de: Jonathan E. Steinberg      | 17 de octubre de 2024     | 2CLE07          | 0.242                |
| 15           | 8            | «XV»   | Lukas Ettlin   | Jonathan E. Steinberg                                                                  | 24 de octubre de 2024     | 2CLE08          | 0.322                |

## Producción
En julio de 2019, FX ordenó la producción del piloto de la serie con Jeff Bridges como el protagonista. En septiembre de 2019, se anunció que Jon Watts se encargó de dirigir el piloto y, sirviendo también como productor ejecutivo, mientras que John Lithgow y Amy Brenneman se unieron al elenco. En octubre de 2019, se anunció que Alia Shawkat se unió al elenco. En noviembre de 2019, Bob Iger anunció que la serie se emitiría en FX on Hulu, mientras que Austin Stowell se unió al elenco principal para interpretar una versión más joven del personaje de Bridges. En febrero de 2020, se anunció que Kenneth Mitchell se unió al elenco recurrente de la serie. En marzo de 2020, se anunció que el papel de Stowell sería reemplazado por Bill Heck, mientras que Gbenga Akinnagbe, Leem Lubany y E.J. Bonilla se unieron al elenco principal. En diciembre de 2020, se anunció que Navid Negahban y Pej Vahdat se unieron al elenco recurrente de la serie.
En marzo de 2020, la producción de serie que estaba a dos tercios del rodaje se detuvo como consecuencia de la pandemia por COVID-19. La producción se reanudó en otoño, dejando tres episodios pendientes por rodar, sin embargo se detuvo cuando a Bridges se le diagnosticó un linfoma en octubre de 2020 y lo dejó para someterse a un tratamiento contra el cáncer. La serie siguió en producción durante un breve periodo tras el diagnóstico de Bridges mientras se rodaron los episodios restantes que no cuentan con el personaje de Bridges. En septiembre de 2021, Bridges anunció que su cáncer estaba en remisión. La producción se reanudó finalmente en febrero de 2022.
La primera temporada constó de siete episodios. La banda sonora de la serie corrió a cargo de T-Bone Burnett y Patrick Warren, con música incidental de Elvis Costello, Charlie Parker, Robert Plant y otros.
El 27 de junio de 2022, la serie fue renovada para una segunda temporada. En mayo de 2023, se anunció que el rodaje de la segunda temporada se había suspendido debido a la Huelga del Sindicato de Guionistas de Estados Unidos de 2023. El 17 de diciembre de 2024, la serie fue cancelada tras dos temporadas.

## Lanzamiento
The Old Man se estrenó el 16 de junio de 2022 en FX en Estados Unidos y Canadá. También está previsto su estreno en Disney+ (Star) en los mercados internacionales y en Star+ en Latinoamérica en 2022. La segunda temporada se estrenó el 12 de septiembre de 2024 en FX.

## Recepción

### Respuesta de la crítica
Para la primera temporada, el sitio web del agregador de reseñas Rotten Tomatoes tiene un índice de aprobación del 97%, basándose en 61 reseñas con una calificación media de 7.4/10. El consenso crítico dice: «The Old Man es tan intrépido y punzante —y derivado— como los héroes de acción más jóvenes, y Jeff Bridges aporta una seriedad inestimable a este thriller que rompe los huesos». En Metacritic, tiene una puntuación media ponderada de 72 de 100, basada en 27 reseñas, indicando reseñas «generalmente favorables».
Para la segunda temporada, Rotten Tomatoes le asignó un índice de aprobación del 64%, basándose en 14 reseñas con una calificación media de 6.5/10. El consenso crítico dice: «Jeff Bridges y John Lithgow siguen siendo una pareja compulsivamente observable, pero hay una sensación persistente de que The Old Man ha perdido un paso en esta sobreextendida segunda temporada». En Metacritic, tiene una puntuación media ponderada de 66 de 100, basada en 9 reseñas, indicando reseñas «generalmente favorables».

### Premios y nominaciones
| Año  | Premiación                                           | Categoría                                                                                 | Nominado(s)                                                         | Resultado | Ref.          |
| ---- | ---------------------------------------------------- | ----------------------------------------------------------------------------------------- | ------------------------------------------------------------------- | --------- | ------------- |
| 2022 | Premios de la Sociedad Australiana de Cinematógrafos | Telefilmes, telenovelas y miniseries                                                      | Jules O'Loughlin                                                    | Ganadora  | [ 40 ]        |
| 2023 | Premios Globo de Oro                                 | Mejor actor en una serie de drama                                                         | Jeff Bridges                                                        | Nominado  | [ 41 ]        |
| 2023 | Premios Globo de Oro                                 | Mejor actor de reparto en una serie musical, comedia o drama                              | John Lithgow                                                        | Nominado  | [ 41 ]        |
| 2023 | Premios de la Crítica Televisiva                     | Mejor actor en serie de drama                                                             | Jeff Bridges                                                        | Nominado  | [ 42 ]        |
| 2023 | Premios de la Crítica Televisiva                     | Mejor actor de reparto en serie de drama                                                  | John Lithgow                                                        | Nominado  | [ 42 ]        |
| 2023 | Premios del Sindicato de Actores                     | Mejor interpretación masculina en una serie dramática                                     | Jeff Bridges                                                        | Nominado  | [ 43 ]        |
| 2023 | Premios Satellite                                    | Mejor actor de miniserie, serie limitada o película para televisión                       | Jeff Bridges                                                        | Nominado  | [ 44 ] [ 45 ] |
| 2023 | Premios Satellite                                    | Mejor actor de reparto en una serie, miniserie, serie limitada o película para televisión | John Lithgow                                                        | Ganador   | [ 44 ] [ 45 ] |
| 2023 | Premios Satellite                                    | Mejor miniserie y serie limitada                                                          | The Old Man                                                         | Nominada  | [ 44 ] [ 45 ] |
| 2023 | Premios AARP al cine para adultos                    | Mejor actor - Televisión                                                                  | Jeff Bridges                                                        | Ganador   | [ 46 ] [ 47 ] |
| 2023 | Premios AARP al cine para adultos                    | Mejor serie de televisión                                                                 | The Old Man                                                         | Ganadora  | [ 46 ] [ 47 ] |
| 2023 | Premios de la Sociedad Americana de Cinematógrafos   | Episodio de una serie de televisión de una hora - Anuncio publicitario                    | Jules O'Loughlin                                                    | Ganadora  | [ 48 ] [ 49 ] |
| 2023 | Premios de la Sociedad de Efectos Visuales           | Efectos visuales secundarios destacados en un episodio fotorrealista                      | Erik Henry, Matt Robken, Jamie Klein, Sylvain Theroux, J.D. Streett | Nominados | [ 50 ]        |
| 2023 | Premios Primetime Emmy                               | Mejor actor en una serie dramática                                                        | Jeff Bridges                                                        | Nominado  | [ 51 ]        |
| 2023 | Premios Primetime Emmy                               | Mejor fotografía de serie (una hora)                                                      | Sean Porter (por «I»)                                               | Nominado  | [ 51 ]        |
| 2025 | Premios de la Crítica Televisiva                     | Mejor serie de drama                                                                      | The Old Man                                                         | Pendiente | [ 52 ]        |
| 2025 | Premios de la Crítica Televisiva                     | Mejor actor en serie de drama                                                             | Jeff Bridges                                                        | Pendiente | [ 52 ]        |
| 2025 | Premios de la Crítica Televisiva                     | Mejor actor de reparto en serie de drama                                                  | John Lithgow                                                        | Pendiente | [ 52 ]        |
| 2025 | Premios del Sindicato de Actores                     | Mejor interpretación masculina en una serie dramática                                     | Jeff Bridges                                                        | Pendiente | [ 53 ]        |